# Эдинбургский международный фестиваль
Эдинбургский фестиваль (полное официальное название Эдинбургский международный фестиваль; англ. Edinburgh International Festival) — первый и наиболее известный из множества фестивалей, проходящих ежегодно в Эдинбурге. Сосредоточен в основном на музыке, но также включает театральные и хореографические мероприятия.
Первый международный фестиваль в Эдинбурге прошёл с 22 августа по 11 сентября 1947 года, вскоре после окончания Второй мировой войны. Его целью было «создание платформы для расцвета человеческого духа» — стимулирование культурной жизни Шотландии, Британии и Европы. В своей книге "FESTIVAL IN THE NORTH: The Story of the Edinburgh" Джордж Брюс описал этот интернациональный фестиваль искусств как смелую надежду, что Эдинбург объединит нации вместе, чтобы отпраздновать мирные искусства во времена, когда множество европейских городов были в руинах.
В число основоположников фестиваля вошли Рудольф Бинг, генеральный менеджер Глайндборнского оперного фестиваля; Харви Вуд, глава Британского совета в Шотландии; Сидни Ньюман, профессор музыки в Эдинбургском университете; а также группа общественных деятелей Эдинбурга, в частности, лорд-провост сэр Джон Фолконер. Бинг, ставший главной движущей силой фестиваля, рассмотрел кандидатуры нескольких британских городов, прежде чем выбрать Эдинбург.
В 1999 году Эдинбургский международный фестиваль получил постоянную прописку в Хабе — самом высоком храме города, находящемся в паре минут ходьбы от Эдинбургского замка. Директор фестиваля с 2006 года — композитор Джонатан Миллс.
Помимо концертов и спектаклей (оперных и театральных) в рамках эдинбургских фестивалей также проводятся художественные выставки, семинары и мастер-классы. В 2011 году темой фестиваля стали восточные мотивы, веками вдохновлявшие западных авторов. В программу вошли произведения, отражающие красоту и традиции Востока, а среди участников фестиваля особое место занимали творческие коллективы Вьетнама, Индии, Китая, Кореи, Тайваня и Японии. На семинарах в рамках фестиваля были подняты вопросы взаимоотношений двух культур, меняющиеся вместе с изменением мира.

## Фестивальные площадки
Основные места проведения фестиваля:
- Эдинбургский Театр (3059 мест)
- Ашер-Холл[англ.] (2,300)
- Эдинбургский фестивальный театр[англ.] (1915)
- Королевский театр[англ.] (1300)
- Квинс-Холл[англ.] (920)
- Королевский лицей[англ.] (650)
- Хаб (420)